# 기압골

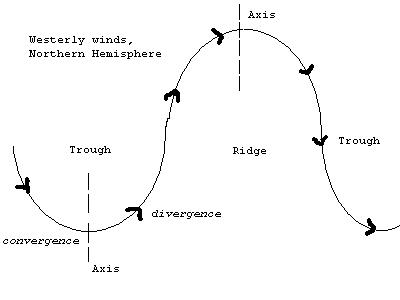
북반구에 형성된 기압골을 나타낸 것이다.

기압골(氣壓-, 영어: trough)은 기상도에서 등압선이 골짜기 모양을 이룬 구역이다. 저기압골(低氣壓-, 영어: low pressure trough)이라고도 한다.